# Henderson (Texas)
Henderson è una città e il capoluogo della contea di Rusk nel nord-est del Texas. La popolazione era di 13 712 abitanti al censimento del 2010. Henderson prende il nome da James Pinckney Henderson, il primo governatore del Texas.
La città, negli ultimi due secoli, è stato un importante crocevia nel nord-est del Texas. Diverse autostrade principali passano attraverso il quartiere degli affari della città, tra cui la U.S. Route 259, la Texas State Highway 64, la U.S. Route 79, la Texas State Highway 43, la Texas State Highway 42 e la Texas State Highway 64.
Ogni anno nella città di Henderson si svolgono vari eventi come l'Heritage Syrup Festival a novembre, che celebra la tradizione della produzione di sciroppi nel Texas orientale, e l'East Texas Sacred Harp Convention ad agosto con musica a forma di note.
La città ha un vivace centro storico, con molti edifici risalenti a prima della guerra civile americana. La città ha 19 cartelli storici, tra cui case risalenti al 1880, chiese e college. La Downtown di Henderson è uno dei centri più drammatici e affascinanti dell'area del Texas orientale. Le colorate tende da sole in tela mettono in risalto gli edifici decorati che ospitano i mercanti del centro di Henderson e offrono ombra agli acquirenti del centro che visitano i vari negozi di antiquariato, negozi di abbigliamento e ristoranti lungo le strade principali.

## Geografia fisica
Secondo l'Ufficio del censimento degli Stati Uniti, ha una superficie totale di 12,04 mi² (31,18 km²).

## Storia
La città di Henderson è stata fondata dagli euroamericani prima della nascita dello Stato del Texas. È stata costruita su un terreno donato da W.B. Ochiltree e James Smith; divenne il capoluogo della contea di Rusk il 16 gennaio 1843 in seguito all'atto legislativo che sanciva l'istituzione della contea di Rusk. La prima chiesa metodista e la prima chiesa battista furono fondate rispettivamente nel 1842 e nel 1845. Il primo tribunale, fatto di legno, fu completato nel 1849. Dopo la guerra civile, la International and Great Northern Railroad attraversò la contea di Rusk, ma aggirò Henderson. Nel 1869, una folla bianca linciò cinque uomini di colore, tra cui due predicatori, nella pubblica piazza fuori dal tribunale, senza lo svolgimento del processo. Nel 1874, la Henderson and Overton Branch Railroad Company costruì un tratto di ferrovia che collegava Henderson ai binari che attraversavano Overton. Questo tratto di ferrovia fu successivamente venduto alla Missouri Pacific Railroad (ora Union Pacific) e rimane in uso fino ad oggi.
Nel 1878 un incendio distrusse il tribunale e al suo posto fu costruito un tribunale in mattoni. Ciò ha incoraggiato la costruzione di molti altri edifici in mattoni, tra cui la Howard Dickinson House, ora un sito storico.
Nel 1930, C. M. "Dad" Joiner scoprì l'esistenza del Discovery Well Daisy Bradford n. 3 a 6 miglia a nord-ovest di Henderson. La scoperta del petrolio nell'ottobre 1930 vide la crescita economica nell'area, con la popolazione di Henderson che passò da 2 000 a oltre 10 000 in pochi mesi. I giacimenti petroliferi all'interno e nei dintorni di Henderson, parte di un giacimento petrolifero ad alta produzione che copre cinque contee del Texas orientale, continuano a fornire gran parte della ricchezza della città, della contea e della regione.
Durante la seconda guerra mondiale, i cadetti degli aviatori della Royal Air Force, in volo dalla loro base di addestramento a Terrell, nel Texas, volavano regolarmente a Henderson su voli di addestramento. La comunità fungeva da sostituto degli inglesi per Dunkerque, in Francia, che è alla stessa distanza da Londra, in Inghilterra, di Henderson da Terrell.

## Società

### Evoluzione demografica
Secondo il censimento del 2010, la popolazione era di 13 712 abitanti.